# Xã Hughesville, Quận Pettis, Missouri
Xã Hughesville (tiếng Anh: Hughesville Township) là một xã thuộc quận Pettis, tiểu bang Missouri, Hoa Kỳ. Năm 2010, dân số của xã này là 520 người.